# Centroclisis cervina
Centroclisis cervina är en insektsart som först beskrevs av Gerstaecker 1863.  Centroclisis cervina ingår i släktet Centroclisis och familjen myrlejonsländor. Inga underarter finns listade i Catalogue of Life.